# Huỳnh Minh Thảo
Huỳnh Minh Thảo (sinh 1983), còn được biết đến với biệt danh Sas Ri, là nhà hoạt động quyền LGBTQ+ tại Việt Nam.

## Tiểu sử
Huỳnh Minh Thảo sinh ngày 2 tháng 1 năm 1983 tại huyện Củ Chi, thành phố Hồ Chí Minh. Ông tốt nghiệp cử nhân ngành Luật tại Đại học Trà Vinh. Ông từng làm việc cho các tập đoàn lớn như Tập đoàn FPT, công ty VNG, công ty Yeah1, quỹ từ thiện Hiểu Về Trái Tim... ở vị trí quản lý truyền thông, quản lý kỹ thuật số và phát triển cộng đồng. Ông là người đồng tính nam công khai.

## Hoạt động quyền LGBTQ+
Ông là người đồng sáng lập Táo Xanh, một diễn đàn dành cho cộng đồng đồng tính nam, vào năm 2005, và Trung tâm ICS (tiền thân là Nhóm Kết nối và Chia sẻ thông tin ICS vào năm 2008). Đầu năm 2011, ông bắt đầu làm việc cho Trung tâm ICS, tổ chức thúc đẩy và bảo vệ quyền LGBTQ+ Việt Nam ở vị trí Giám đốc truyền thông và vận động xã hội. Ông cũng đồng thời là người phụ trách các hoạt động đầu tiên của Hội PFLAG Việt Nam (Hội phụ huynh, người thân của cộng đồng LGBT Việt Nam) từ năm 2011 với Hành Trình Hiểu Về Con 2014, Ban Tổ chức sự kiện Flashmod Yêu Là Yêu (2012), trưởng Ban Tổ chức sự kiện VietPride Sài Gòn trong nhiều năm (2013–2018), Ban Tổ chức Chiến dịch Tôi đồng ý (2013) và nhiều hoạt động khác của cộng đồng LGBTQ+ tại Việt Nam. Năm 2020, ông sáng lập và điều hành mạng xã hội LOMO, mạng xã hội kết bạn dành cho cộng đồng LGBTQ+ Việt Nam. Ông từng tranh luận với Hoa hậu Chuyển giới Quốc tế Hương Giang về những phát ngôn của cô trong chương trình Người ấy là ai vào năm 2020.
Hiện tại, ông là người thường xuyên tham gia các thảo luận, truyền thông về chủ đề LGBTQ+ trên các nền tảng mạng xã hội như Facebook, TikTok, YouTube...

## Giải thưởng và danh hiệu
Ông đoạt giải thưởng Tiên Phong 2014 của Đài truyền hình Việt Nam và là sứ giả truyền cảm hứng của WeChoice Awards 2018.